# Дерево культурної груші
Де́рево культу́рної гру́ші (також груша з 1789 р.) — ботанічна пам'ятка природи місцевого значення в Саксаганському районі Кривого Рогу (Дніпропетровська область). 
Оголошена об'єктом природно-заповідного фонду рішенням виконкому Дніпропетровської обласної ради від 17 грудня 1990 № 469. Розташована за вулицею Харцизькою, 138. Пам'ятка підпорядкована РУ ім. Кірова концерну Укррудпром.

## Характеристика
Висота дерева 10 м, діаметр крони 15 м. Груша росте з 1789 року на подвір'ї жителя Саксаганського району В. Ф. Харитонова. Посаджена міщанином Герасимом Харитоновим. 
За іншою версією, грушу посадили наприкінці XVIII століття предки нинішніх Харитонових, переселенців-перм'яків, які перебралися тоді на землі Запорізького козацтва. Зачинатель роду Семен Омелянович Харитонов був садівником у поміщиці Шмакової. Груша сорту лимонка. Досі щороку щедро плодоносить.